# Pugilato ai Giochi della XXII Olimpiade
Gli incontri di pugilato ai Giochi della XXII Olimpiade si svolsero dal 20 luglio al 2 agosto presso l'Olimpijskij di Mosca.

## Podi
| Evento                        | Oro                           | Argento             | Bronzo                               |
| Pesi mosca leggeri (dettagli) | Šamil' Sabirov                | Hipólito Ramos      | Li Byong-Uk Ivailo Marinov           |
| Pesi mosca (dettagli)         | Petăr Lesov                   | Viktor Mirošničenko | Hugh Russell János Váradi            |
| Pesi gallo (dettagli)         | Juan Bautista Hernández-Pérez | Bernardo Piñango    | Michael Anthony Dumitru Cipere       |
| Pesi piuma (dettagli)         | Rudi Fink                     | Adolfo Horta        | Viktor Rybakov Krzysztof Kosedowski  |
| Pesi leggeri (dettagli)       | Ángel Herrera                 | Viktor Dem'janenko  | Kazimierz Adach Richard Nowakowski   |
| Pesi superleggeri (dettagli)  | Patrizio Oliva                | Serik Konakbayev    | Anthony Willis José Aguilar          |
| Pesi welter (dettagli)        | Andrés Aldama                 | John Mugabi         | Karl-Heinz Krüger Kazimierz Szczerba |
| Pesi superwelter (dettagli)   | Armando Martínez              | Aleksandr Koškin    | Ján Franek Detlef Kästner            |
| Pesi medi (dettagli)          | José Gómez                    | Viktor Savčenko     | Valentin Silaghi Jerzy Rybicki       |
| Pesi mediomassimi (dettagli)  | Slobodan Kačar                | Paweł Skrzecz       | Herbert Bauch Ricardo Rojas          |
| Pesi massimi (dettagli)       | Teófilo Stevenson             | Pёtr Zaev           | István Lévai Jürgen Fanghänel        |

## Medagliere
| Posizione | Paese            | Oro | Argento | Bronzo | Totale |
| --------- | ---------------- | --- | ------- | ------ | ------ |
| 1         | Cuba             | 6   | 2       | 2      | 10     |
| 2         | Unione Sovietica | 1   | 6       | 1      | 8      |
| 3         | Germania Est     | 1   | 0       | 5      | 6      |
| 4         | Bulgaria         | 1   | 0       | 1      | 2      |
| 5         | Italia           | 1   | 0       | 0      | 1      |
| 5         | Jugoslavia       | 1   | 0       | 0      | 1      |
| 7         | Polonia          | 0   | 1       | 4      | 5      |
| 8         | Uganda           | 0   | 1       | 0      | 1      |
| 8         | Venezuela        | 0   | 1       | 0      | 1      |
| 10        | Ungheria         | 0   | 1       | 0      | 1      |
| 10        | Romania          | 0   | 1       | 0      | 1      |
| 12        | Cecoslovacchia   | 0   | 0       | 1      | 1      |
| 12        | Gran Bretagna    | 0   | 0       | 1      | 1      |
| 12        | Guyana           | 0   | 0       | 1      | 1      |
| 12        | Irlanda          | 0   | 0       | 1      | 1      |
| 12        | Corea del Nord   | 0   | 0       | 1      | 1      |
| Totale    | Totale           | 11  | 11      | 22     | 44     |